# Made for Lovin' You
Made for Lovin’ You – czwarty singel promujący pierwszy studyjny album amerykańskiej piosenkarki Anastacii Not That Kind. Autorami tekstu piosenki są Anastacia, Louis Biancaniello, Sam Watters.

## Lista utworów
EU CD single
1. „Made for Lovin’ You” 3:38
2. „I Ask of You” 4:27

Spanish promo single (Honda TV)
1. „Made for Lovin’ You” [Album Version] 3:38
2. „I’m Outta Love” [Hex Hector Radio Mix / Nuevo Remix 2001]

UK promo single (Honda TV)
1. „Made for Lovin’ You” [Tin Tin Out Radio Remix] 3:55
2. „Made for Lovin’ You” [Album Version] 3:38

UK CD single
1. „Made for Lovin’ You” [Album Version] 3:38
2. „Made for Lovin’ You” [Tin Tin Out Radio Remix] 3:55
3. „Underdog” 4:56
4. „Made for Lovin’ You” [Video]